# Convento de San Andrés (Málaga)

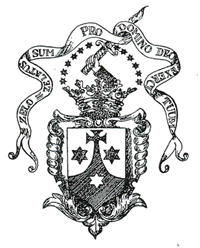
Escudo de la Orden del Carmelo Descalzo.

El antiguo convento de San Andrés es un edificio situado en el barrio de El Perchel de Málaga, Andalucía, España. Se encontraba en un grave estado de abandono, por ello su rehabilitación comenzó al finalizar el verano de 2016 con técnicas antiguas para intentar asemejarse a su forma primigenia. La primera fase de restauración terminó en enero de 2018, mientras que la segunda concluyó en abril de 2022.

## Historia
Se trata de un antiguo convento fundado por la Orden de los Carmelitas Descalzos en el siglo XVI sobre una ermita existente consagrada a San Andrés. Este convento tiene una iglesia parroquial aneja llamada Iglesia de Nuestra Señora del Carmen también construida por los carmelitas.
Además de como convento de clausura, el Convento de San Andrés ha servido como hospital y como cuartel de tropas propias y enemigas. En 1831 el convento sirvió como prisión del general liberal José María Torrijos y sus 49 compañeros, la noche antes de ser fusilado por orden del rey Fernando VII el 11 de diciembre de ese año.
Durante la Desamortización de Mendizábal los bienes de los carmelitas y del convento fueron requisados y sus miembros expulsados de Málaga en 1836; el convento fue vendido. La Orden Carmelita abandonó España hasta su regreso en 1868 y no volvió a Málaga hasta 1943. Mientras tanto, el convento ha sufrido un notable deterioro al cual se debe su actual estado de ruinas a pesar de haber sido declarado Bien de Interés Cultural en 2001.

## Restauración
Algunas organizaciones culturales han reclamado a las autoridades la restauración y consolidación de este edificio. Así, en 2009 se iniciaron trabajos de desescombro para una posterior rehabilitación parcial del edificio. En un principio, se previó que el edificio albergara un Centro de Interpretación de Torrijos gestionado por la Fundación Torrijos, así como el Museo de la Arquitectura y el Diseño Moderno. Sin embargo, en 2013 el Ayuntamiento de Málaga firmó un acuerdo con el Ayuntamiento de Marbella para llevar a cabo el proyecto del Museo de Arquitectura en el Convento de la Trinidad de esa ciudad, lo cual deja sin destino el antiguo convento carmelita.
En febrero de 2015, coincidiendo con el período preelectoral, el ayuntamiento anuncia el proyecto de recuperación, realizado por el arquitecto José Ramón Cruz del Campo, que contará con dos fases y fue precedido de un estudio geotécnico y arqueológico. Se esperaron las necesarias subvenciones y la futura contratación de las obras, que no dieron comienzo en otoño del mismo año como estaba previsto, sino que se retrasaron hasta el otoño de 2016 cuando comenzaron las obras. La primera fase de las obras terminó en enero de 2018, cuyas intervenciones incluyeron el mesón, futura sede de la Fundación Carnaval de Málaga, y el refectorio, sede de la Asociación Torrijos 1831 desde el 10 de diciembre de 2018, donde estuvo encarcelado el héroe liberal y donde se expondrán toda su biografía por medio de cuadros, maquetas, documentación, uniformes de los soldados que intervinieron en su captura y otros elementos. En estas intervenciones se encontraron diversos elementos arquitectónicos como las mesas de piedra sobre las que solían comer los monjes. Una vez concluida, se procedió a la segunda fase, que incluyó la restauración del claustro, que tiene acceso desde la plaza de la Misericordia y albergará la biblioteca Jorge Guillén con 1 000 metros, así como una sala de reuniones y la sede de la Archicofradía de Nuestra Señora del Carmen. Esta última fase fue finalizada el 20 de abril de 2022.